# Padú del Caribe
Juan Chabaya Lampe, conocido como Padú del Caribe (Aruba, 20 de abril de 1920-Oranjestad, 28 de noviembre de 2019) (papiamento: Padre del Caribe) fue un músico, cantautor y escritor de Aruba. Compuso la letra del vals del himno nacional de Aruba, Aruba Dushi Tera.